# Operacja Fall Blau
Operacja Fall Blau (dosł. Wariant błękitny) – operacja wojskowa przeprowadzona przez siły Osi (Niemiec, Rumunii, Włoch i Węgier, z udziałem jednostek chorwackich i słowackich) przeciwko wojskom radzieckim latem 1942 r. na froncie wschodnim II wojny światowej pomiędzy 28 czerwca a 24 listopada 1942 r.
Była kontynuacją ubiegłorocznej operacji Barbarossa, której celem było pokonanie ZSRR. Fall Blau przewidywał dwa jednoczesne uderzenia: jeden z prawej flanki wojsk Osi na pola naftowe Baku, znany jako operacja Edelweiß (szarotka), a drugi z lewej flanki w kierunku Stalingradu wzdłuż Wołgi, pod kryptonimem operacja Fischreiher (czapla).
Grupa Armii Południe Wehrmachtu została podzielona na Grupy Armii A i B. Grupa Armii A miała za zadanie przekroczyć Kaukaz, aby dotrzeć do pól naftowych Baku, podczas gdy Grupa Armii B chroniła swoje flanki wzdłuż Wołgi. Wspierana przez 2035 samolotów Luftwaffe oraz 1934 czołgów i dział szturmowych, licząca 1 370 287 żołnierzy Grupa Armii Południe zaatakowała 28 czerwca, pokonując 48 kilometrów pierwszego dnia ofensywy i z łatwością odepchnęła 1 775 000 żołnierzy Armii Czerwonej, których dowództwo spodziewało się nowej niemieckiej ofensywy na Moskwę nawet po rozpoczęciu operacji Fall Blau. Zapaść radzieckich linii obronnych na południu pozwoliła Niemcom zająć zachodnią część Woroneża 6 lipca, a 26 lipca dotrzeć do rzeki Don w pobliżu Stalingradu. Podejście Grupy Armii B do Stalingradu zwolniło na przełomie lipca i sierpnia z powodu ciągłych kontrataków ze strony rzuconych do walki rezerw Armii Czerwonej i przeciążonych niemieckich linii zaopatrzeniowych. Niemcy pokonali jednak Sowietów w bitwie pod Kałaczem, a ofensywa dotarła do Stalingradu pod koniec sierpnia. Ciągłe naloty Luftwaffe, ostrzał artyleryjski i walki uliczne całkowicie zniszczyły miasto i spowodowały ciężkie straty po obu stronach. Po trzech miesiącach bitwy Niemcy kontrolowali 90% powierzchni Stalingradu w dniu 19 listopada.
Na południu Grupa Armii A zdobyła Rostów nad Donem 23 lipca i ruszyła na południe od Donu w stronę Kaukazu, zdobywając zniszczone pola naftowe w Majkopie 9 sierpnia i Eliście w pobliżu wybrzeża Morza Kaspijskiego 13 sierpnia. Silny radziecki opór, polskie operacje sabotażowe w okupowanej Polsce oraz duże odległości od źródeł zaopatrzenia ograniczyły ofensywę sił Osi tylko do lokalnych postępów i uniemożliwiły Niemcom realizację strategicznego celu zdobycia głównego pola naftowego Kaukazu w Baku. Bombowce Luftwaffe zniszczyły pola naftowe w Groznym, ale atakom na Baku zapobiegł niewystarczający zasięg niemieckich maszyn.
Alianci zachodni byli zaniepokojeni możliwością postępów sił niemieckich na południu i wschodzie, a w efekcie możliwego połączenia się z siłami japońskimi (wówczas walczącymi w Birmie i w Indiach). Jednak Armia Czerwona ostatecznie pokonała Niemców pod Stalingradem, po operacjach Uran i Mały Saturn. Ta porażka zmusiła Niemców do wycofania się z Kaukazu i znad Wołgi. Tylko region Kubania został utrzymany przez wojska Osi po zakończeniu operacji.

## Tło sytuacyjne
22 czerwca 1941 r. Wehrmacht rozpoczął operację Barbarossa z zamiarem pokonania Sowietów w trwającym zaledwie kilka miesięcy Blitzkriegu. Ofensywa sił Osi odniosła początkowy sukces, a Armia Czerwona poniosła poważne porażki, zanim zatrzymała jednostki Osi tuż przed Moskwą w listopadzie-grudniu 1941 r. Chociaż Niemcy zdobyli rozległe terytorium i ważne ośrodki przemysłowe, Związek Radziecki nie został pokonany. Zimą 1941–1942 Sowieci uderzyli w szeregu skutecznych kontrofensyw, odpychając niemieckie zagrożenie od Moskwy. Pomimo tych niepowodzeń Adolf Hitler chciał ofensywnego rozwiązania, dla którego potrzebował zasobów ropy naftowej na Kaukazie. Do lutego 1942 r. Oberkommando des Heeres zaczęło opracowywać plany kontynuacji kampanii po przerwanej operacji Barbarossa – tym razem z Kaukazem jako głównym celem. 5 kwietnia 1942 r. Hitler przedstawił elementy planu znanego obecnie jako Fall Blau w dyrektywie führera nr 41. Dyrektywa ta określiła główne cele Niemiec na czas letniej kampanii 1942 r. na froncie wschodnim: przeprowadzanie ataków na Grupy Armii Centrum, zdobycie Leningradu i połączenie z siłami fińskimi dla Grupy Armii Północ oraz zdobycie roponośnego regionu Kaukazu dla Grupy Armii Południe.

### Pola naftowe
Kaukaz, duży, zróżnicowany kulturowo region poprzecinany górami o tej samej nazwie, rozciąga się od Morza Czarnego na zachodzie do Morza Kaspijskiego na wschodzie. Region na północ od gór był centrum produkcji zbóż, bawełny i sprzętu rolniczego, a jego dwa główne pola naftowe, w Majkopie w pobliżu Morza Czarnego i w Groznym, około połowy drogi między Morzem Czarnym a Kaspijskim, wytwarzały około 10 procent całej sowieckiej produkcji ropy. Na południe od gór leżało Zakaukazie, obejmujące Gruzję, Azerbejdżan i Armenię. Ten silnie uprzemysłowiony i gęsto zaludniony obszar posiadał jedne z największych pól naftowych na świecie. Baku, stolica Azerbejdżanu, był jednym z najbogatszych miast ZSRR, produkując 80 procent ropy dla tego państwa – około 24 milionów ton w samym 1942 r.
Kaukaz posiadał również obfite złoża węgla i torfu, a także metali szlachetnych i rzadkich. Złoża manganu w Chiaturi na Zakaukaziu stanowiły najbogatsze pojedyncze źródło tego surowca na świecie, wytwarzając 1,5 miliona ton rudy manganu rocznie, co stanowi połowę jego całkowitej produkcji w Związku Radzieckim. Region Kubania na Kaukazie pozwalał pozyskiwać również duże ilości pszenicy, kukurydzy, nasion słonecznika i buraków cukrowych, materiałów niezbędnych w produkcji żywności.
Zasoby te miały ogromne znaczenie dla Hitlera i wysiłków wojennych Niemiec. Z trzech milionów ton ropy zużywanej rocznie przez Niemcy 85% pochodziło z importu, głównie ze Stanów Zjednoczonych, Wenezueli i Iranu. Kiedy we wrześniu 1939 r. wybuchła II wojna światowa, brytyjska blokada morska odcięła Niemcy od Ameryk i Bliskiego Wschodu, pozostawiając kraj uzależniony od bogatych w ropę krajów europejskich, takich jak Rumunia. Wskazanie na zależność Niemiec od Rumunii wynika z konsumpcji ropy; w 1938 r. zaledwie jedna trzecia z 7 500 000 ton tego paliwa zużytych przez Niemcy pochodziła z zapasów krajowych. Ropa zawsze była piętą achillesową Niemiec, a pod koniec 1941 r. Hitler prawie wyczerpał niemieckie rezerwy, co pozostawiło mu tylko dwa znaczące źródła ropy: krajową produkcję paliw syntetycznych i rumuńskie pola naftowe, przy czym te ostatnie dostarczały 75% importu ropy naftowej dla Niemiec w 1941 r. Świadomy zmniejszających się zasobów ropy naftowej i obawiając się ataków powietrznych wroga na Rumunię, Hitler w coraz większym stopniu podkreślał potrzebę ochrony Rumunii oraz pozyskiwania nowych zasobów, co było niezbędne, jeśli chciał kontynuować toczącą się wojnę przeciwko rosnącej liczbie wrogów. Pod koniec 1941 r. Rumuni ostrzegli Hitlera, że ich zapasy są wyczerpane i nie są w stanie sprostać niemieckim żądaniom. Z tych powodów radzieckie pola naftowe były niezwykle ważne dla niemieckiego przemysłu i sił zbrojnych, gdy wojna stała się globalna, potęga aliantów rosła, a zasoby Osi zaczęły się kurczyć.

## Planowanie

### Siły osi

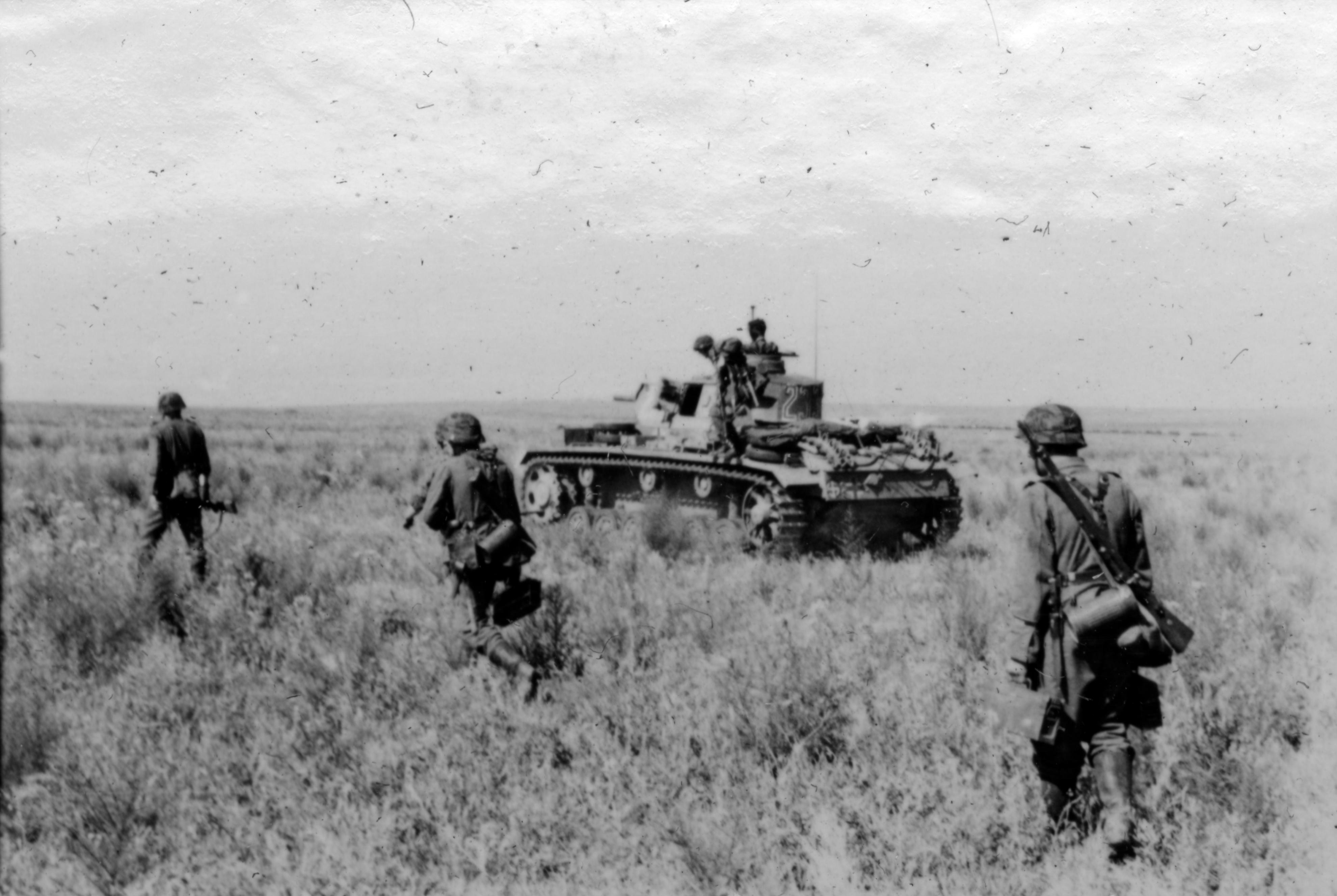
Piechota i pojazdy Waffen-SS na froncie wschodnim, lato 1942 r.

Ofensywa miała być przeprowadzona na stepie południowej Rosji z wykorzystaniem następujących jednostek Grupy Armii Południe (dowódca: feldmarszałek Fedor von Bock:)
- Grupa Armii A, pod dowództwem feldmarszałka Wilhelma Lista (kierunek: Kaukaz)
  - 1 Armia Pancerna
  - 17 Armia
  - 3 Armia rumuńska
  - 11 Armia
- Grupa Armii B pod dowództwem gen. Maximiliana von Weichsa (kierunek: Wołga)
  - 2 Armia
  - 4 Armia Pancerna
  - 6 Armia
  - 2 Armia węgierska
  - 4 Armia rumuńska
  - 8 Armia włoska
- 4 Flota Powietrzna Luftwaffe, pod dowództwem gen. Alexandra Löhra
  - 8 Korpus Powietrzny
  - 4 Korpus Powietrzny

Siły powietrzne Niemiec na wschodzie liczyły 2644 samolotów w dniu 20 czerwca 1942 r., o ponad 20% więcej niż miesiąc wcześniej. Podczas gdy w 1941 r. większość jednostek walczyła na centralnym odcinku frontu, wspierając Grupę Armii Środek, 1610 samolotów (61%) wspierało Grupę Armii Południe. Początkowo dowodzona przez Löhra, 20 lipca 1942 r. 4 Flota Powietrzna Luftwaffe znalazła się pod rozkazami nowego dowódcy, Wolframa von Richthofena.
Niemiecki plan obejmował trzystopniowy atak:
- Blau I: 4 Armia Pancerna, dowodzona przez gen. Hermanna Hotha (przeniesiona z Grupy Armii Środek) i 2 Armia, wspierana przez 2 Armię węgierską, atakowałaby z Kurska do Woroneża i kontynuowała natarcie, zakotwiczając północną flankę ofensywy w kierunku Wołgi;
- Blau II: 6 Armia, dowodzona przez gen. Friedricha Paulusa, atakowałaby z Charkowa i poruszałaby się równolegle z 4 Armią Pancerną, aby dotrzeć do Wołgi pod Stalingradem (którego zdobycie nie było uważane za konieczne);
- Blau III: 1 Armia Pancerna uderzyłaby następnie na południe w kierunku dolnego biegu Donu, z 17 Armią na zachodniej flance i 4 Armią rumuńską na wschodniej flance.

Strategicznymi celami operacji były pola naftowe w Majkopie, Groznym i Baku. Podobnie jak wcześniej przy operacji Barbarossa, manewry wojsk Osi miały doprowadzić do serii okrążeń wojsk radzieckich w wielkich kotłach.

### Siły radzieckie
Stawka nie przewidziała poprawnie kierunku głównej niemieckiej ofensywy strategicznej w 1942 r., mimo że była w posiadaniu wszystkich niemieckich planów. 19 czerwca szef sztabu 23 Dywizji Pancernej, mjr Joachim Reichel, został zestrzelony nad terytorium radzieckim podczas lotu samolotem rozpoznawczym nad frontem w pobliżu Charkowa. Sowieci odzyskali mapy ze strąconego samolotu, przedstawiające dokładne niemieckie plany operacji Fall Blau. Plany te zostały przekazane Stawce w Moskwie.
Józef Stalin uważał jednak, że jest to niemiecki podstęp, pozostając przekonany, że głównym niemieckim celem strategicznym w 1942 r. będzie ponownie Moskwa, częściowo z powodu operacji Kreml (Fall Kreml), niemieckiej kampanii dezinformacyjnej, mającej na celu przekonanie radzieckiego dowództwa o Moskwie jako celu nowej ofensywy. W rezultacie rozmieszczono tam większość żołnierzy Armii Czerwonej, chociaż kierunek, z którego miała nadejść ofensywa w ramach operacji Fall Blau, był nadal broniony przez Front Briański, Południowo-Zachodni, Południowy i Północno-Kaukaski. Mając około 1 miliona żołnierzy na linii frontu i kolejne 1,7 miliona w armiach rezerwowych, ich siły stanowiły około jednej czwartej wszystkich wojsk radzieckich Po katastrofalnym dla Sowietów początku operacji Fall Blau, kilkakrotnie zreorganizowali oni swoje linie frontu. W trakcie kampanii Sowieci wystawili do walki również Front Woroneski, Front Doński, Front Stalingradzki, Front Zakaukaski i Front Kaukaski, choć nie wszystkie one istniały w tym samym czasie.
Przy oczekiwanym niemieckim uderzeniu na północy, Stawka zaplanowała kilka lokalnych ofensyw na południu, aby osłabić Niemców. Najważniejsze z nich były wymierzone w miasto Charków i miały być prowadzone głównie przez Front Południowo-Zachodni pod dowództwem marsz. Siemiona Timoszenki, wspierany przez Front Południowy dowodzony przez gen. Rodiona Malinowskiego. Operację zaplanowano na 12 maja, tuż przed planowaną ofensywą niemiecką na tym obszarze. Następująca po niej druga bitwa o Charków zakończyła się katastrofą dla Sowietów, poważnie osłabiając ich mobilne siły. Jednoczesne oczyszczanie Półwyspu Kerczeńskiego z sił Osi wraz z trwającym oblężeniem Sewastopola, które trwało do lipca, jeszcze bardziej osłabiły Sowietów i pozwoliły Niemcom na przerzucenie Grupy Armii A przez Półwysep Kerczeński na Kubań.

## Ofensywa

### Faza otwarcia
do 7 lipca
     do 22 lipca
     do 1 sierpnia
     do 18 listopada

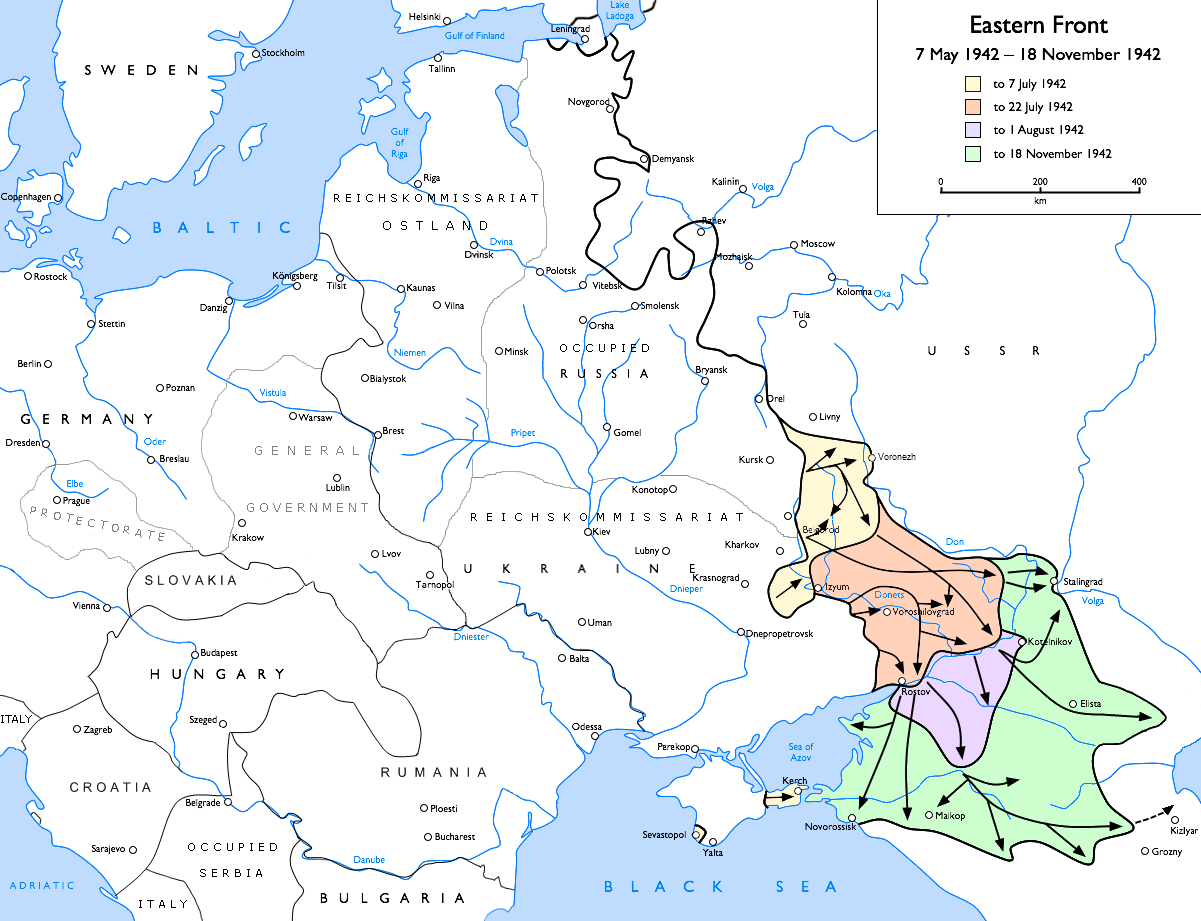
Niemieckie postępy od 7 maja do 18 listopada 1942 r.
do 7 lipca
do 22 lipca
do 1 sierpnia
do 18 listopada

Ofensywa niemiecka rozpoczęła się 28 czerwca 1942 r., a 4 Armia Pancerna ruszyła w kierunku Woroneża. Z powodu chaotycznego odwrotu Armii Czerwonej Niemcy byli w stanie szybko posunąć się naprzód, przywracając zaufanie Wehrmachtu do nadchodzącej dużej ofensywy.
Bezpośrednie wsparcie lotnicze ze strony Luftwaffe również odegrało ważną rolę w tym sukcesie wczesnych etapów operacji. Niemcy zdobyli nie tylko zupełne panowanie w powietrzu, ale też atakowali lotniska polowe i radzieckie linie obronne. Czasami niemieckie lotnictwo działało bardziej jak szpica ataku niż jako zwykłe wsparcie, atakując nieprzyjacielskie czołgi i piechotę, aby rozbijać i niszczyć pozycje obronne. Aż 100 niemieckich samolotów koncentrowało się na jednej dywizji radzieckiej na trasie natarcia sił lądowych w tej fazie operacji. Gen. Wasilij Kazakow, szef sztabu Frontu Briańskiego, zauważył siłę i skuteczność lotnictwa Osi. W ciągu 26 dni Sowieci stracili 783 samoloty z 2, 4, 5 i 8 Armii Lotniczej, w porównaniu do 175 utraconych przez Niemców i ich sojuszników.
Do 5 lipca przednie elementy 4 Armii Pancernej dotarły do rzeki Don w pobliżu Woroneża i zostały uwikłane w bitwę o zdobycie miasta. Stalin i dowództwo radzieckie nadal oczekiwali głównego uderzenie Niemców przeciwko Moskwie i wierzyli, że Niemcy skręcą na północ po zdobyciu Woroneża. W rezultacie Sowieci rzucili posiłki do miasta, aby utrzymać je za wszelką cenę i kontratakowali północną flankę Niemców, starając się odciąć niemiecką szpicę ataku. 5 Armia Pancerna dowodzona przez gen. Aleksandra Liziukowa osiągnęła niewielkie sukcesy, kiedy rozpoczęła atak 6 lipca, ale została zmuszona do powrotu do pozycji wyjściowej do 15 lipca, tracąc w tym czasie około połowy swoich czołgów. Chociaż bitwa zakończyła się sukcesem, Hitler i von Bock, dowódca Grupy Armii Południe, spierali się o kolejne etapy operacji. Ożywiona debata i ciągłe kontrataki radzieckie, które do 13 lipca związały 4 Armię Pancerną, spowodowały, że Hitler stracił panowanie nad sobą i zwolnił von Bocka z dowodzenia. W ramach drugiej fazy operacji 9 lipca Grupa Armii Południe została podzielona na Grupę Armii A i Grupę Armii B, a Wilhelm List został mianowany dowódcą Grupy Armii A zamiast von Bocka.
Zaledwie dwa tygodnie po rozpoczęciu operacji, 11 lipca, Niemcy zaczęli mieć trudności logistyczne, co spowolniło ich postęp. Niemiecka 6 Armia była ciągle opóźniana z powodu braku paliwa. Osiem dni później, 20 lipca, niedobory paliwa nadal osłabiały operacje, przez co wiele jednostek nie było w stanie wykonać swoich zadań. 23 i 24 Dywizja Pancerna zostały unieruchomione już podczas fazy wstępnej. Po raz kolejny, jak to miało miejsce podczas kampanii norweskiej w kwietniu 1940 r. i operacji Barbarossa w 1941 r., flota transportowa Luftwaffe złożona z samolotów Ju 52 dostarczała zapasy drogą powietrzną, aby utrzymać armię w ruchu. Sytuacja była tak zła, że zmusiła żołnierzy niemieckich do odzyskiwania resztek paliwa z uszkodzonych lub porzuconych pojazdów, a w niektórych przypadkach pozostawiania zupełnie sprawnych czołgów i pojazdów o dużym zużyciu paliwa, aby móc kontynuować natarcie. Osłabiło to siłę jednostek bojowych, które zostały zmuszone do porzucenia części niezniszczonego sprzętu. Niemniej jednak Luftwaffe przekazywało 200 ton paliwa dziennie, aby dostarczyć zaopatrzenie nacierającej armii. Pomimo tak imponujących wyników w utrzymaniu mobilności wojsk lądowych, gen. Löhr został zastąpiony bardziej porywczym i ofensywnym von Richthofenem.

### Podział Grupy Armii Południe
Wierząc, że główne zagrożenie ze strony radzieckiej zostało wyeliminowane i mając świadomość tego, że jego wojskom desperacko brakuje ropy dla zrealizowania wszystkich ambitnych celów operacji Fall Blau, 23 lipca 1942 r. Hitler wprowadził szereg zmian do planu w dyrektywie Führera nr 45:
- zreorganizowano Grupę Armii Południe na dwie mniejsze Grupy Armii: A i B;
- skierowano Grupę Armii A, by udała się na Kaukaz i zajęła pola naftowe (operacja Edelweiß);
- skierowano Grupę Armii B do ataku na Wołgę i Stalingrad (operacja Fischreiher)[8].

Nie ma dowodów na to, że Hitler był przeciwny lub otrzymał skargi od gen. Franza Haldera, szefa sztabu generalnego lub kogokolwiek innego, na temat tej dyrektywy aż do sierpnia 1942 r. Nowa dyrektywa stworzyła ogromne trudności logistyczne, przy czym Hitler spodziewał się, że obie grupy armii posuną się naprzód różnymi trasami. Linie zaopatrzeniowe znajdowały się już w punkcie krytycznym, a amunicja i niedobory paliwa były widoczne bardziej niż kiedykolwiek wcześniej i nie byłoby możliwe czynienie dalszych postępów przy użyciu starych racji zaopatrzenia, których żądał. Rozdzielenie grup armii otworzyłoby także niebezpieczną lukę między armiami, którą Sowieci mogliby wykorzystać do kontruderzenia. Włoski Korpus Alpejski ze składu Włoskiej Armii w Związku Radzieckim nie przybył w góry Kaukazu z Grupą Armii A, pozostając z 6 Armią. Oczekiwano, że Grupa Armii A będzie działać na terenach wysokogórskich, z trzema dywizjami górskimi i dwiema dywizjami piechoty nieprzystosowanymi do tego zadania.
Podział Grupy Armii Południe umożliwił rozpoczęcie operacji Edelweiss i operacji Fischreiher, dwóch głównych uderzeń nowych grup armii. Obie grupy musiały osiągnąć swoje cele jednocześnie, a nie kolejno. Sukces początkowego ataku był tak wielki, że Hitler rozkazał 4 Armii Pancernej skręcić na południe, aby pomogła 1 Armii Pancernej przejść nad dolny bieg Donu. Ta pomoc nie była potrzebna, a gen. Ewald von Kleist skarżył się później, że 4 Armia Pancerna zapychała drogi i że gdyby kontynuowali natarcie do Stalingradu, mogliby go zdobyć już w lipcu. Kiedy dwa tygodnie później skręcił na północ, Sowieci zgromadzili w Stalingradzie wystarczającą ilość sił, aby wyhamować postęp nieprzyjaciela.

### Grupa Armii A: Kaukaz

#### Wdarcie się na Kaukaz

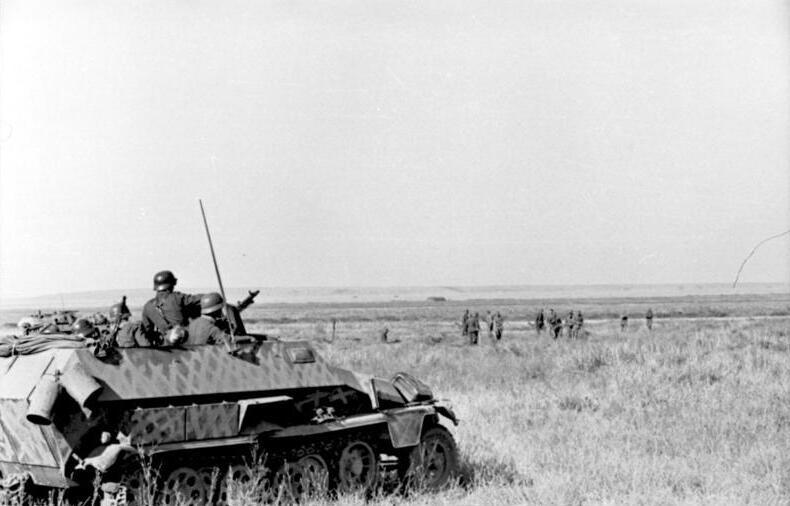
Wojska niemieckie i opancerzony transporter półgąsienicowy Sd.Kfz.251 na rosyjskim stepie, sierpień 1942 r.

Dzięki wsparciu lotniczemu Ju 87 Stuka ze Sturzkampfgeschwader 77 Grupa Armii A Lista zdobyła Rostów, „bramę na Kaukaz”, stosunkowo niewielkim kosztem 23 lipca 1942 r. Luftwaffe miało przewagę powietrzną we wczesnej fazie operacji, co było bardzo pomocne dla sił lądowych. Po zapewnieniu przeprawy przez Don i przesunięciu się 6 Armii na front Wołgi Hitler przeniósł 4 Armię Pancerną do Grupy Armii B i odesłał ją nad Wołgę. Decyzja ta kosztowała zużycie ogromnych ilości paliwa dla przeniesienia armii drogą powietrzną i drogową.
Po sforsowaniu Donu 25 lipca Grupa Armii A rozciągnęła się na 200 km froncie od Morza Azowskiego do Żylanskiej (dziś Żymliańsk). Niemiecka 17 Armia wraz z elementami 11 Armii i rumuńskiej 3 Armii manewrowała na zachód w kierunku wschodniego wybrzeża Morza Czarnego, podczas gdy 1 Armia Pancerna zaatakowała na południowym wschodzie. 17 Armia zrobiła niewielki postęp, ale 1 Armia Pancerna miała swobodę działania. 29 lipca Niemcy przecięli ostatnią bezpośrednią linię kolejową pomiędzy centralną Rosją a Kaukazem, powodując znaczną panikę u Stalina i Stawki, co doprowadziło do uchwalenia rozkazu nr 227 „Ani krok wstecz!”. Salsk został zdobyty 31 lipca, a Stawropol 5 sierpnia. Chociaż Grupa Armii A uczyniła szybkie postępy, do 3 sierpnia jej awangarda składała się tylko z lekkich sił mobilnych, podczas gdy większość czołgów pozostawała w tyle z powodu braku paliwa i awarii, pomimo wysiłków 4 Korpusu Powietrznego, który latał z zapasami wahadłowo.
9 sierpnia 1 Armia Pancerna dotarła do Majkopu u podnóża gór Kaukazu, pokonując ponad 480 kilometrów w niecałe dwa tygodnie. Zachodnie pola naftowe w pobliżu Majkopu zostały zajęte podczas operacji komandosów w dniach 8–9 sierpnia, ale zostały uszkodzone przez wycofującą się Armię Czerwoną w ramach taktyki spalonej ziemi w wystarczającym stopniu, aby nie mogły zostać naprawione przez około rok. Wkrótce potem zajęto Piatigorsk. 12 sierpnia zdobyty został Krasnodar, a niemiecka piechota górska zawiesiła nazistowską flagę na najwyższej górze Kaukazu, Elbrusie.
Głębokość niemieckiego natarcia spowodowała chroniczne trudności w dostawach, zwłaszcza paliwa; Morze Czarne uznano za zbyt niebezpieczne dla dostaw morskich, a paliwo przywożono koleją przez Rostów lub dostarczano drogą lotniczą, ale i tak dywizje pancerne były czasem zawieszone z powodu braku ropy na całe tygodnie. Nawet ciężarówkom benzynowym zabrakło paliwa, a olej napędowy trzeba było dostarczać na wielbłądach. Ponieważ Sowieci często wycofywali się zamiast podjąć walkę, liczba wziętych w czasie operacji jeńców także nie spełniła oczekiwań niemieckiego dowództwa; było ich raptem 83 000. Gdy Hitler i OKH zaczęli koncentrować się na Stalingradzie, niektóre z mobilnych sił von Kleista zostały przekierowane. Kleist stracił Korpus Przeciwlotniczy i większość sił Luftwaffe wspierających Grupę Armii A. Pozostawiono mu jedynie samoloty zwiadowcze. Radzieckie siły powietrzne dostały tymczasem około 800 bombowców, z których jedna trzecia była gotowa do walki. Wraz z przeniesieniem osłony powietrznej i jednostek przeciwlotniczych radzieckie bombowce mogły nękać niemieckie wojska na południu niemal bezkarnie. Jakość radzieckiego oporu wzrosła, a wiele sił zostało utworzonych z lokalnych poborów, które według von Kleista były skłonne ostrzej walczyć za swoje rodzinne strony. Jednostki niemieckie szczególnie ugrzęzły tam, gdzie musiały walczyć ze złożonymi z Gruzinów radzieckimi oddziałami górskimi, co przyczyniło się do znacznego zahamowania ich postępu . Liczba uzupełnień i dostaw przysyłanych przez Sowietów na front wzrosła i wobec tych trudności postęp wojsk Osi zwolnił po 28 sierpnia.

#### Bitwa o pola naftowe

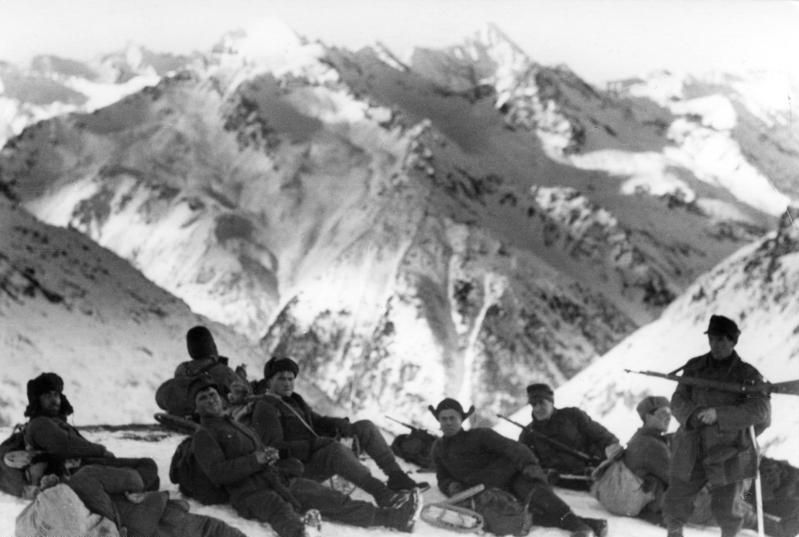
Niemiecka piechota górska (Gebirgsjäger) na Kaukazie

Na południowym wschodzie Wehrmacht skierował się w stronę Groznego i Baku, innych ważnych centrów naftowych. Więcej instalacji i ośrodków przemysłowych wpadło w ręce niemieckie, wiele w stanie nienaruszonym lub tylko nieznacznie uszkodzonym podczas odwrotu Sowietów. Od sierpnia do września zdobyto Półwysep Tamański i część bazy morskiej w Noworosyjsku. Niemcy kontynuowali natarcie w kierunku miasta Tuapse na wybrzeżu Morza Czarnego, a na wschodzie Elista została zajęta 13 sierpnia. Na południu niemiecki atak został zatrzymany na północ od Groznego po zajęciu Mozdoka 25 sierpnia. Niemieccy spadochroniarze wmieszali się w trwające od 1940 roku powstanie w Czeczenii, działając za liniami radzieckimi. Niemieckiej piechocie górskiej nie udało się zająć portów Morza Czarnego, a ofensywa nie dotarła do Groznego, zanim ponownie nie pojawiły się trudności z zaopatrzeniem. Sowieci okopali 9 i 44 Armię Frontu Północno-Kaukaskiego wzdłuż skalistego brzegu rzeki Terek przed północną granicą miasta. Luftwaffe nie była w stanie wspierać niemieckiej armii tak daleko, a lotnictwo radzieckie zaatakowało mosty i trasy zaopatrzenia przeciwnika praktycznie nie napotykając oporu. Niemcy przekroczyli rzekę 2 września, ale zrobili niewielkie postępy. Na początku września Hitler pokłócił się z naczelnym dowództwem, a konkretnie z Listem, ponieważ uważał tempo ofensywy sił niemieckich za zbyt wolne. W rezultacie Hitler zwolnił Lista 9 września i przejął osobiste dowodzenie nad Grupą Armii A.
Statki transportowe państw Osi przetransportowały z Rumunii 30 605 ludzi, 13 254 koni i 6265 pojazdów silnikowych w dniach 1–2 września. Dzięki posiłkom Niemcy zdobyli większość baz morskich na Morzu Czarnym, ale zostali zatrzymani w Noworosyjsku, gdzie radziecka 47 Armia przygotowała się na długie oblężenie. Port upadł 10 września, po czterodniowej bitwie, będącej ostatnim zwycięstwem Niemców na Kaukazie. Wyżyny na południe od portu i kilka dróg przybrzeżnych pozostało w rękach 47 Armii, blokując miasto i czyniąc je bezużytecznym dla Niemców. Próby wydostania się z Noworosyjska były kosztownymi niepowodzeniami, a siłom Osi również nie udało się przełamać obrony na równinie przybrzeżnej rozciągającej się od Noworosyjska do Tuapse, mając jedynie siłę do ustabilizowania linii. Straty armii rumuńskiej były szczególnie wysokie, a rumuńska 3 Dywizja Górska została niemal całkowicie zniszczona przez radziecki kontratak z 25–26 września.
Dalej na wschód siły Osi cieszyły się większymi sukcesami i 1 września Niemcy zajęli Chułchutę, leżącą w połowie drogi z Elisty do Astrachania. W sierpniu i wrześniu niemieckie patrole dokonały rajdu na linię kolejową między Kizlarem a Groznym, osiągając najdalszy postęp sił niemieckich w kierunku Morza Kaspijskiego. Na południu natarcie 1 Armii Pancernej na Grozny zostało zatrzymane przez Armię Czerwoną. Pod koniec września braki w dostawach i opór Armii Czerwonej spowolniły postęp sił Osi.

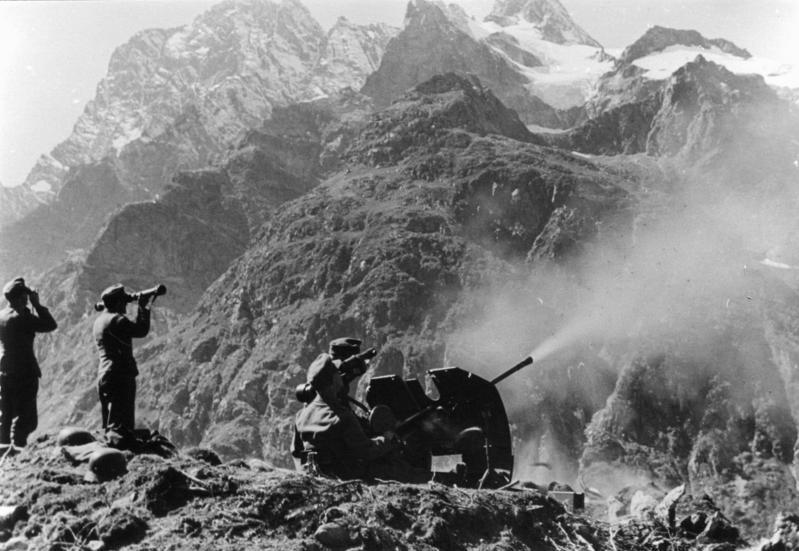
Niemiecki strzelec piechoty górskiej obsługujący 2 cm działko przeciwlotnicze na Kaukazie w pobliżu Teberdy, wrzesień 1942 r.

2 listopada 1942 r. rumuńskie oddziały górskie (Vânători de munte) pod dowództwem gen. Ioana Dumitrache zajęły Nalczyk, stolicę Kabardyno-Bałkarii, a także najdalszy punkt zdobyty przez wojska Osi na kierunku kaukaskim. Zwycięstwo to przyniosło rumuńskiemu generałowi Krzyż Rycerski Krzyża Żelaznego. W ciągu dwóch dni schwytano do 10 000 jeńców, jednak postęp w kierunku Groznego został ponownie zatrzymany na zachód od Ordżonikidze. W dniu 5 listopada został zajęty Ałagir, a osiągnięta linia Ałagir–Biesłan–Małgobek stała się najdalszym postępem Niemców na południu. Do tego czasu przerwa między Grupami Armii A i B spowodowała, że stały się one podatne na kontrataki. Tylko niemiecka 16 Dywizja Zmotoryzowana pozostała w tej szczelinie, strzegąc lewej flanki 1 Armii Pancernej i zabezpieczając drogę w kierunku Astrachania. 22 listopada, po kilku radzieckich kontratakach, Hitler mianował von Kleista na dowódcę grupy, który miał utrzymać pozycję i przygotować się do wznowienia ofensywy, gdy Stalingrad będzie mógł zostać zajęty.

#### Ofensywa Luftwaffe przeciwko polom naftowym
W pierwszym tygodniu października 1942 r. Hitler uznał, że zdobycie złóż ropy na Kaukazie jest mało prawdopodobne, zanim zima zmusi Niemców do zajęcia pozycji obronnych. Nie mogąc ich zdobyć, postanowił odmówić korzystania z nich wrogowi i nakazał Oberkommando der Luftwaffe wyrządzić jak najwięcej szkód.
8 października Hitler wezwał do przeprowadzenia ofensywy lotniczej nie później niż 14 października, ponieważ wymagał zasobów lotniczych do znacznego wysiłku w Stalingradzie. W rezultacie 10 października 1942 r. 4 Korpus Powietrzny z 4 Floty Powietrznej otrzymał rozkaz wysłania każdego dostępnego bombowca przeciwko polom naftowym w Groznym. 4 Flota Lotnicza była w tym czasie w złym stanie - von Richthofen rozpoczął operację Fall Blau z 323 nadającymi się do użytku bombowcami zamiast etatowych 480. Teraz ich liczba spadła do 232, z czego tylko 129 było gotowych do walki. Niemniej jednak siła ta nadal mogła zadawać dotkliwe ciosy. Ataki na rafinerie przypominały von Richthofenowi naloty na Sewastopol kilka miesięcy wcześniej. Gęsty czarny dym unosił się z trafionych rafinerii na wysokość 5500 metrów. 12 października kolejne naloty spowodowały jeszcze więcej zniszczeń. Strategicznym błędem był fakt, że nie starano się wcześniej uderzyć na rafinerie ropy naftowej w Groznym i Baku, ponieważ ich zniszczenie byłoby większym ciosem dla Sowietów niż utrata Stalingradu, na który rzucono większość sił 4 Floty Powietrznej. 19 listopada radziecka kontrofensywa pod Stalingradem zmusiła von Richthofena do wycofania swoich jednostek na północ, w stronę Wołgi, i tym samym zakończenia ofensywy powietrznej.
W Groznym wyrządzono wiele szkód, lecz pozostałe pola naftowe były poza zasięgiem logistycznym armii niemieckiej, a także maszyn Luftwaffe. Grozny znajdował się w zasięgu niemieckich bombowców z 4 Korpusu Powietrznego, teraz z siedzibą nad rzeką Terek. Ale tam i na zdobytych polach naftowych w Majkopie wydobywano tylko 10%  radzieckiej ropy. Główne pola naftowe w Baku znajdowały się poza zasięgiem niemieckich myśliwców. Niemieckie bombowce mogły do nich dotrzeć, ale oznaczało to latanie bezpośrednią, a więc najbardziej przewidywalną trasą bez osłony myśliwskiej. W sierpniu możliwe było przeprowadzenie tych operacji ze względu na słabość radzieckich sił powietrznych w regionie, ale do października zostały one znacznie wzmocnione.

### Grupa Armii B: Wołga

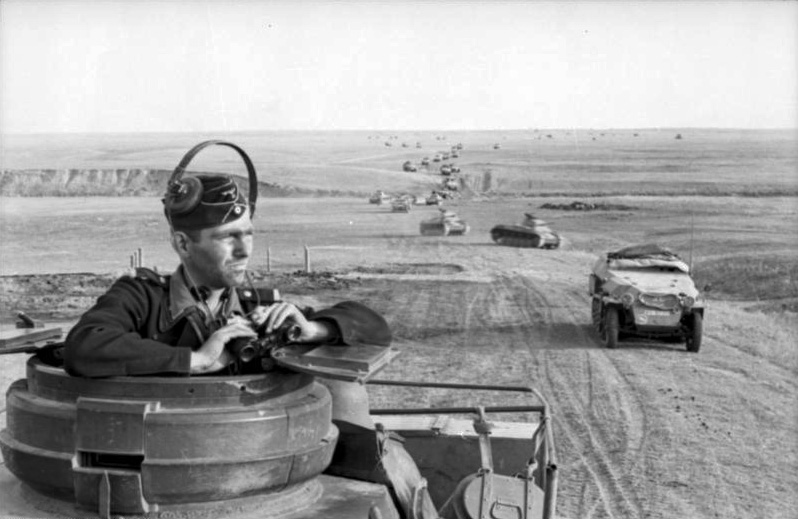
Natarcie znad Donu w stronę Stalingradu

#### Od Donu do Stalingradu
23 lipca główna siła Grupy Armii B ruszyła w kierunku Donu. Niemcy spotkali się ze wzrostem oporu radzieckiego z nowego Frontu Stalingradzkiego, z radziecką 62 i 64 Armią. 26 lipca XIV Korpus Pancerny przedarł się do Donu, gdzie nowe radzieckie 1 i 4 Armie Pancerne przeprowadziły kilka daremnych kontrataków w wykonaniu niedoświadczonych żołnierzy. Na południu 4 Armia Pancerna poczyniła większe postępy przeciwko 51 Armii. Po przekroczeniu Donu Niemcy ruszyli na Kotielnikowo, docierając do miasta do 2 sierpnia. Radziecki opór przekonał Paulusa, że 6 Armia nie jest wystarczająco silna, aby sama przekroczyć Don, więc czekał, aż 4 Armia Pancerna przedostanie się na północ. 4 sierpnia Niemcy byli jeszcze 97 km od Stalingradu.
Do 10 sierpnia Armia Czerwona została usunięta z większości zachodniego brzegu Donu, ale w niektórych rejonach utrzymywał się radziecki opór, dodatkowo opóźniając Grupę Armii B. Natarcie Wehrmachtu na Stalingrad było również utrudnione z powodu niedoborów dostaw spowodowanych przez marną jakość radzieckich dróg. Luftwaffe wysłało ad hoc 300 samolotów transportowych Ju 52, umożliwiając siłom lądowym dalszy postęp; niektóre bombowce zostały przekierowane z operacji mających na celu zaopatrzenie lotów w ramach sił Stalingrad Transport Region. Sowiecka obrona nad Donem zmusiła Niemców do oddelegowania większej liczby żołnierzy na coraz bardziej wrażliwy front, pozostawiając niewiele rezerw na wsparcie dywizji Osi na obu flankach. Sowieci dokonali kilku kontrataków na północnej flance Grupy Armii B, między Stalingradem a Woroneżem. W dniach 20–28 sierpnia 63 i 21 Armia kontratakowały pod Sierafimowiczem, zmuszając włoską 8 Armię do wycofania się. 1 Gwardyjska Armia zaatakowała w pobliżu Nowo-Grigorjewskiej, przedłużając przyczółek. Te i kilka innych przyczółków nad Donem, stojące naprzeciwko 8 Armii włoskiej i 2 Armii węgierskiej, stanowiły ciągłe niebezpieczeństwo.

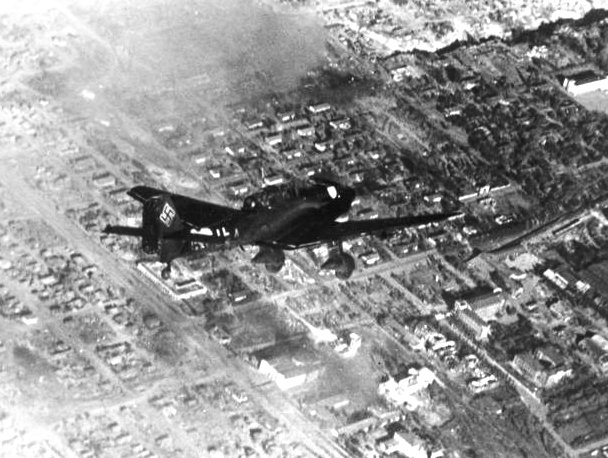
Bombowiec nurkujący Ju 87 Stuka nad Stalingradem

23 sierpnia 6 Armia przekroczyła Don, a Grupa Armii B ustanowiła linię obronną na jednym z jej zakrętów. 6 Armia dotarła później na północne przedmieścia Stalingradu, rozpoczynając bitwę o Stalingrad. Wojska węgierskie, włoskie i rumuńskie znajdowały się 60 km od Stalingradu, który był już w zasięgu wysuniętych baz lotniczych. 4 Flota Lotnicza zaatakowała miasto, zamieniając znaczną jego część w ruinę. Sowieci podali, że wśród ofiar cywilnych w dniach 23–26 sierpnia było 955 zabitych i 1 181 rannych (wczesne informacje; późniejsze raporty o ofiarach w dziesiątkach tysięcy były prawdopodobnie przesadą).
6 Armia posuwała się z północy przez Kałacz, a 4 Armia Pancerna przybyła z południa przez Kotielnikowo. W pierwszych dniach ofensywy XIV Korpus Pancerny otworzył korytarz między głównymi siłami 6 Armii a północnymi przedmieściami Stalingradu nad Wołgą. Na południu radziecki opór zatrzymał 4 Armię Pancerną. 29 sierpnia podjęto kolejną próbę skierowania sił przez Hotha na zachód bezpośrednio przez środek terenu zajmowanego przez 64 Armię. Atak był niespodziewanie udany, a 4 Armia Pancerna stanęła za 62 i 64 Armią z szansą na okrążenie i odcięcie tej pierwszej. Von Weichs nakazał 6 Armii dokończenie okrążenia; radziecki kontratak wstrzymał ich jednak na trzy dni, a Sowieci ostatecznie wycofali się w kierunku Stalingradu. Gwałtowny postęp Niemców spowodował załamanie morale wśród wojsk radzieckich, które wycofywały się w chaosie, porzucając zewnętrzną obronę miasta. Po pokonaniu ostatnich radzieckich kontrataków 6 Armia wznowiła ofensywę 2 września, łącząc się z 4 Armią Pancerną następnego dnia. 12 września Niemcy wkroczyli do Stalingradu.

#### Bitwa o Stalingrad

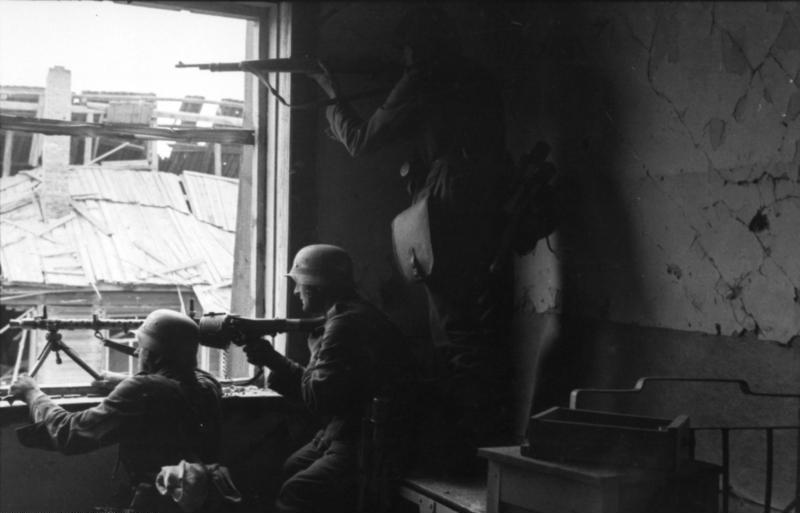
Walki uliczne w zniszczonym mieście

Postęp w stronę Stalingradu przeciwko 62 Armii został dokonany przez 6 Armię, a 4 Armia Pancerna zabezpieczyła południową flankę. Miasto było 24-kilometrową wstęgą wzdłuż zachodniego brzegu Wołgi, co zmusiło Niemców do przeprowadzenia frontalnego ataku, a ruiny miasta dały obrońcom przewagę. Aby przeciwstawić się potędze lotniczej Luftwaffe, dowódca 62 Armii, gen. Wasilij Czujkow, rozkazał swoim żołnierzom „przytulić się” do Niemców, niwelując niemiecką mobilność taktyczną. Luftwaffe stłumiło sowiecką artylerię na wschodnim brzegu Wołgi i spowodowało wiele ofiar podczas radzieckich prób przeprawiania się przez Wołgę i wzmocnienia obrońców na zachodnim brzegu. Od połowy września do początku listopada Niemcy przeprowadzili trzy duże ataki na miasto, tocząc kosztowne dla obu stron walki o każdy budynek. W połowie listopada Sowieci zostali zamknięci w czterech płytkich przyczółkach na zachodnim brzegu Wołgi, a linia frontu przebiegała zaledwie 180 m od rzeki. Przewidując rychłe zwycięstwo, znaczna liczba samolotów Luftwaffe została wycofana na Morze Śródziemne na początku listopada w celu wsparcia operacji wojsk Osi w Tunezji. 6 Armia zdobyła około 90 procent powierzchni miasta.
19 listopada Sowieci rozpoczęli operację Uran, dwukierunkową kontrofensywę przeciwko flankom 6 Armii. Po bitwie o miasto i wyczerpaniu 4 Armii Pancernej flanki były strzeżone głównie przez żołnierzy rumuńskich, węgierskich i włoskich. 3 Armia rumuńska nad rzeką Don na zachód od Stalingradu i 4 Armia rumuńska na południowy wschód od miasta były pod ciągłym naporem sił radzieckich od września. 3 Armia rumuńska została przeniesiona z Kaukazu 10 września w celu przejęcia włoskich pozycji nad Donem, naprzeciw radzieckich przyczółków. Rumuni nie mieli pełnych stanów osobowych i posiadali tylko około sześciu nowoczesnych dział przeciwpancernych na dywizję. Większość niemieckiej rezerwy czołgów, XLVIII Korpus Pancerny, składał się z około 180 czołgów, z których połowa to przestarzałe czechosłowackie Panzer 35(t)s. W wyniku radzieckiego uderzenia dwie rumuńskie armie zostały rozbite, a 6 Armia z częściami 4 Armii Pancernej okrążona w Stalingradzie.
Hitler nakazał 6 Armii pozostać w defensywie, zamiast próbować wyrwać się z okrążenia. Planowano, że armia będzie zaopatrywana drogą powietrzną, ale ilość niezbędnych zapasów znacznie przekraczała możliwości Luftwaffe. Siła 6 Armii topniała, a Sowieci zdobyli przewagę w mieście. Aby ustabilizować sytuację na froncie wschodnim, niemieckie dowództwo utworzyło Grupę Armii Don pod dowództwem feldmarszałka Ericha von Mansteina, aby wypełnić lukę między Grupami Armii A i B. 12 grudnia została rozpoczęta operacja ratunkowa o kryptonimie Zimowy Storm (Unternehmen Wintergewitter) przeprowadzona przez świeże posiłki 4 Armii Pancernej. Ofensywa zaskoczyła Sowietów, a Niemcy byli w stanie przedrzeć się przez radzieckie linie na głębokość 50 km w kierunku Stalingradu. Pomimo tych zdobyczy, zmorzona 40-stopniowymi mrozami i głodem 6 Armia nie była już w stanie podjąć próby przebicia się i połączenia z siłami idącymi jej z odsieczą. Po niepowodzeniu tej operacji rozpoczęło się oblężenie trwające prawie dwa miesiące, podczas którego 6 Armia została zniszczona.

## Następstwa

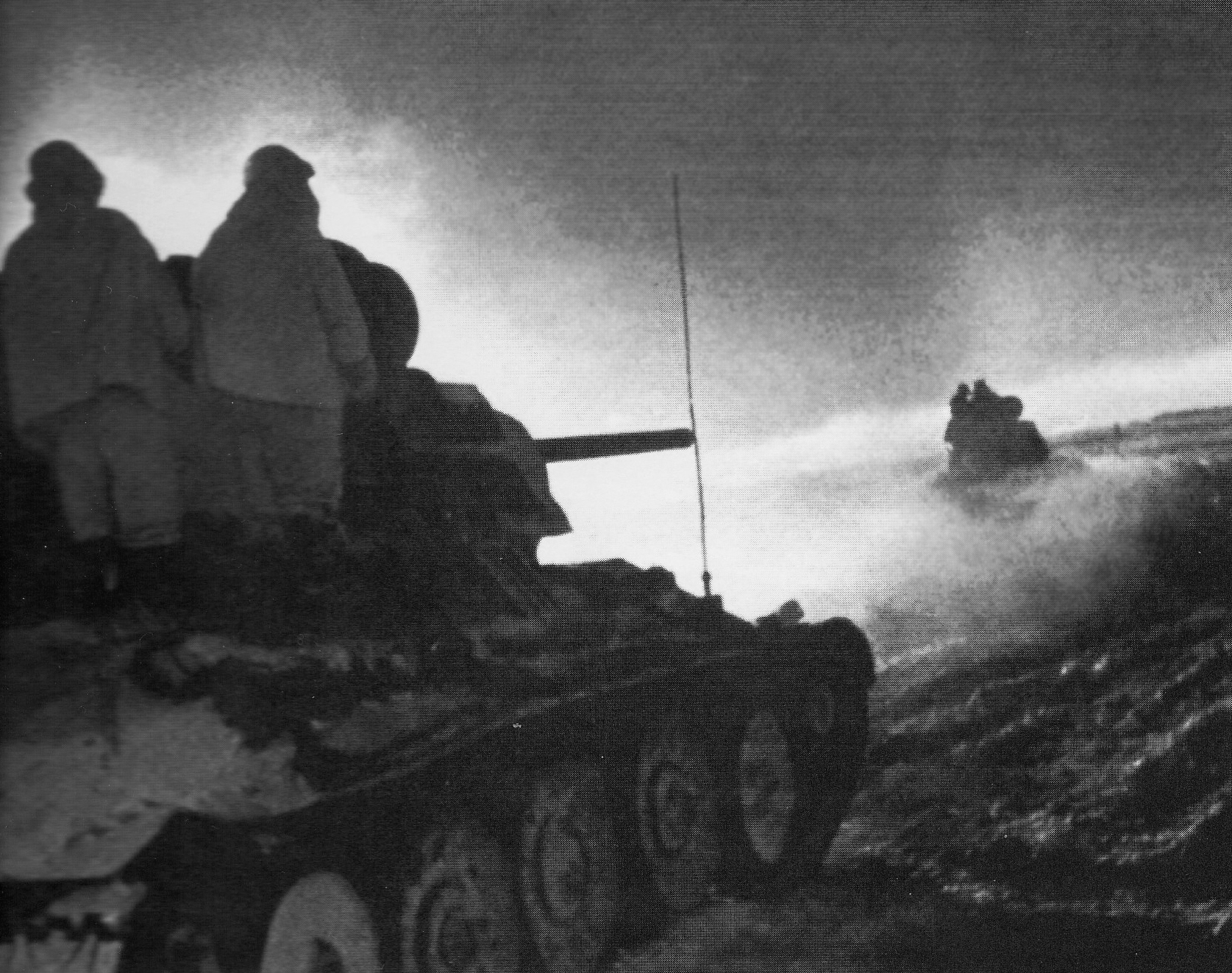
Siły radzieckie podczas operacji Mały Saturn

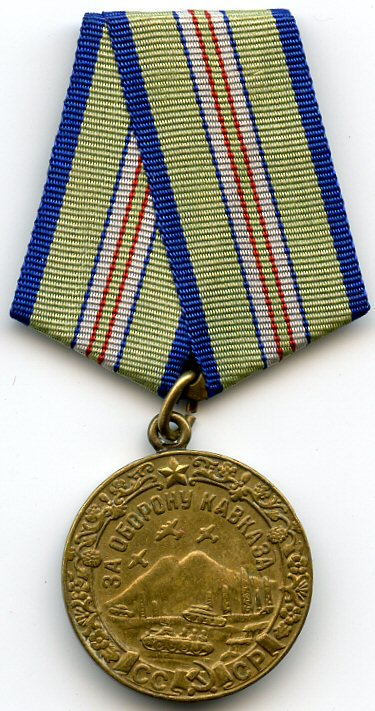
Medal „Za obronę Kaukazu”

### Operacja Saturn
Po sukcesie operacji Uran Armia Czerwona rozpoczęła operację Saturn, aby odciąć Grupę Armii A i wszystkie wojska na wschód od Rostowa. Podczas niemieckiej operacji ratunkowej w Stalingradzie siły radzieckie zostały jednak ponownie przegrupowane, wyznaczono im mniejsze cele, a operacja zmieniła nazwę na „Mały Saturn”. Atak padł na 8 Armię włoską i resztki 3 Armii rumuńskiej i doprowadził do zniszczenia większości ich sił. Na skraju upadku, Grupa Armii B i Grupa Armii Don były w stanie zapobiec radzieckiemu przełamaniu frontu, ale 28 grudnia Grupie Armii A nakazano wycofanie się z Kaukazu.
Na fali niemieckiej klęski, Sowieci rozpoczęli kilka działań następczych, później nazwanych strategiczną ofensywą woronesko-charkowską. Ofensywa ostrogożsko-rossoszańska rozpoczęła się 12 stycznia i zniszczyła duże części 2 Armii węgierskiej oraz resztki 8 Armii włoskiej nad Donem na południowy wschód od Woroneża. W obliczu zagrożenia południowej flanki, 2 Armia niemiecka została zmuszona do wycofania się z Woroneża i znad Donu. Operacje trwały do stycznia i doprowadziły Stawkę do przekonania, że mogą one zadać śmiertelny cios Niemcom i zadecydować o wyniku wojny w południowej Rosji. Operacja Gwiazda, prowadzona przez Front Woroneski, była wymierzona w Charków, Kursk i Biełgorod. Operacja Galop przeprowadzona przez Front Południowo-Zachodni miała na celu wyzwolenie Woroszyłowgradu i Stalino, a następnie natarcie w kierunku Morza Azowskiego, aby odciąć siły niemieckie na wschód od Stalino (Doniecka). Operacje rozpoczęły się jednocześnie pod koniec stycznia. Sowieci szybko się przedarli, na północy Kursk padł 18 lutego, a Charków 16 lutego, podczas gdy na południu Niemcy zostali zepchnięci do linii na zachód od Woroszyłowgradu. Grupy Armii Don, B i elementy Grupy Armii A zostały przemianowane na nową Grupę Armii Południe, dowodzoną przez von Mansteina, 12 lutego.
Operacje w Charkowie i Donbasie rozpoczął 25 lutego nowy Front Centralny kierowany przez marsz. Konstantego Rokossowskiego, z siłami uwolnionymi po kapitulacji Niemców w Stalingradzie 2 lutego. Operacje były skierowane przeciwko Grupie Armii Środek na północy i zbiegły się w czasie z oczekiwanymi sukcesami operacji sowieckich na południu. Grupa Armii Południe uciekła z okrążenia i przygotowała kontrofensywę, która doprowadziła do trzeciej bitwy o Charków i stabilizacji frontu. Katastrofa w Stalingradzie była zakończeniem operacji Fall Blau, a wszelkie jej zdobycze terytorialne zostały utracone do końca 1943 r., z wyjątkiem przyczółka kubańskiego na Półwyspie Tamańskim, zachowanego na potrzeby ewentualnej drugiej ofensywy na Kaukaz, która miała się zacząć przed 19 października 1943 r. Ostatecznie nigdy do niej jednak nie doszło.

### Analiza
Na fali początkowego sukcesu niemieckiej letniej ofensywy w 1942 r. Hitler i niemieccy dowódcy stali się bardziej ambitni, co nadmiernie obciążyło armię niemiecką. Hitler nie spodziewał się, że Sowieci będą w stanie przeprowadzić kontrofensywę tak wielką jak operacja Uran i wysłał swoje wojska gdzie indziej, nakazując Wehrmachtowi osiągnięcie kilku celów na raz. Sprzeciw dowódców spowodował, że Hitler zwalniał opornych i osobiście przejmował dowodzenie.
Nadmierne obciążenie zmniejszyło możliwości armii niemieckiej i jej sojuszników do obrony zajętego terytorium, a Sowieci rozpoczęli decydującą ofensywę w Stalingradzie, okrążając armię niemiecką. Wkrótce obie strony skoncentrowały się na walce o miasto, dzięki czemu Kaukaz stał się teatrem drugiego znaczenia. Ponieważ Grupa Armii B nie była w stanie utrzymać linii Wołgi, ofensywy sowieckie niemal odcięły Grupę Armii A na Kaukazie i zmusiły ją do wycofania się. Poddanie się 6 Armii było ogromnym ciosem dla morale Niemiec i wielkim wstrząsem dla Hitlera. Jednak pomimo jej zniszczenia, Sowieci byli w stanie zmusić armię niemiecką jedynie do odwrotu z Kaukazu, opóźniając ostateczne rozstrzygnięcie na froncie wschodnim. Radzieckie dowództwo przeceniło swoje możliwości i przesunęło swoje siły do granic wytrzymałości linii zaopatrzeniowych, co doprowadziło do porażki w trzeciej bitwie o Charków i pozostawiło Niemcom możliwość stoczenia bitwy pod Kurskiem latem 1943 r.